# アーロラ
アーロラ（伊: Arola）は、イタリア共和国ピエモンテ州ヴェルバーノ・クジオ・オッソラ県にある、人口約200人の基礎自治体（コムーネ）。ピエモンテ語でÀrola。

## 地理

### 位置・広がり
| 隣接するコムーネは以下の通り。括弧内のVCはヴェルチェッリ県所属を示す。 - チェーザラ - チヴィアスコ (VC) - マドンナ・デル・サッソ |

## 行政
- 山岳共同体 Cusio Mottarone に属する